# Fridrich Arturovič Cander
Fridrich Arturovič Cander (in cirillico Фридрих Артурович Цандер, in tedesco Georg Arthur Constantin Friedrich Zander; Riga, 23 agosto 1887, 11 agosto del calendario giuliano – Kislovodsk, 28 marzo 1933) è stato un ingegnere sovietico.
Fu uno dei pionieri dell'astronautica dell'Unione Sovietica. Fu progettista del primo razzo a propellente liquido ad essere lanciato dall'Unione Sovietica, il GIRD-X, e contribuì coi suoi studi teorici alla corsa allo spazio.

## Biografia

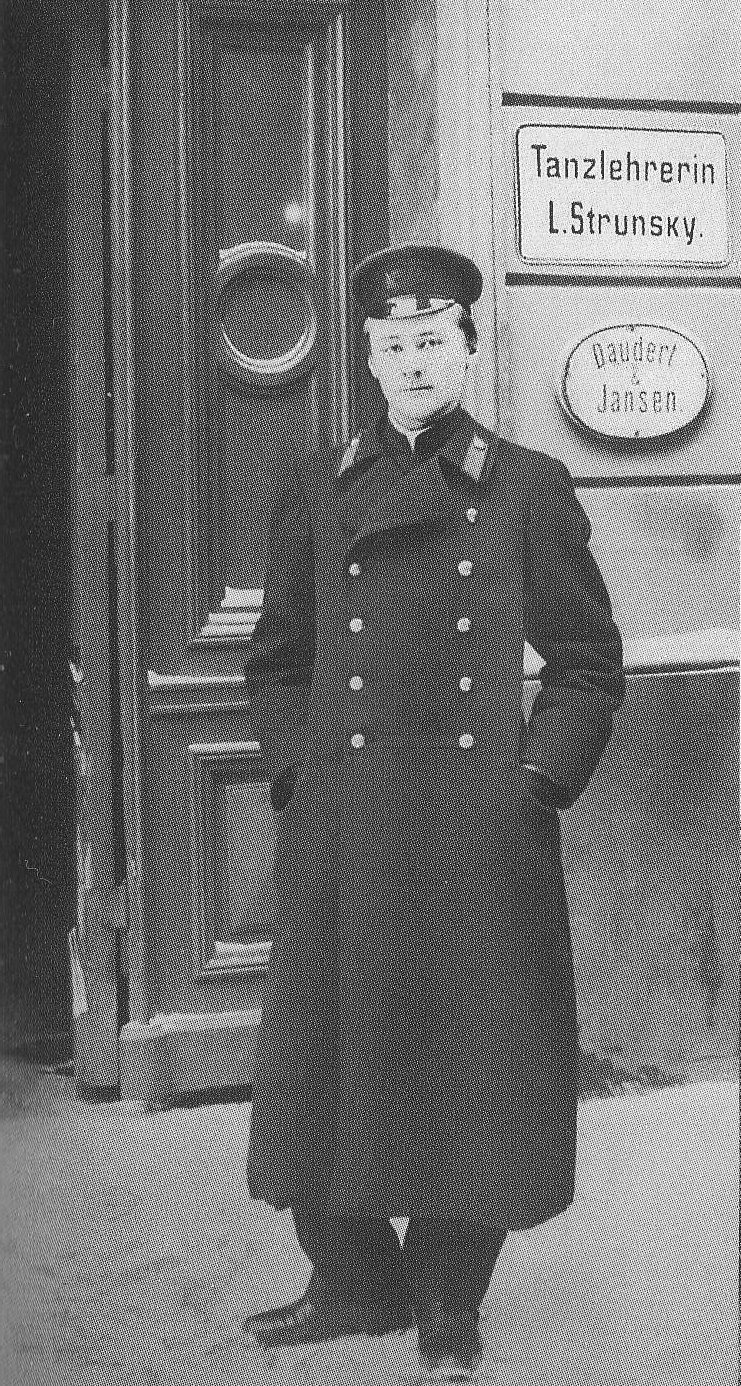
Fridrich Cander a Riga nel 1910.

Fridrich Arturovič Cander nacque il 23 agosto 1887 (corrispondente all'11 agosto del calendario giuliano) a Riga, nell'Impero russo, da una famiglia di tedeschi baltici. Il padre Arthur Georg era un medico con interessi anche nelle scienze naturali e trasmise la passione verso le scienze e la tecnologia al figlio. Nel 1898 venne iscritto alla scuola superiore tecnica a Riga, diplomandosi dopo un programma di sette anni risultando tra i migliori studenti. In questi anni fu affascinato dai lavori di Konstantin Ciolkovskij e si appassionò ai problemi del volo spaziale. Nel corso dei suoi studi presso l'Università tecnica di Riga calcolò le traiettorie necessarie per un volo verso Marte.
Nel 1908 scrisse delle note sui viaggi interplanetari, indicando le problematiche legate alla vita nel corso di questi viaggi e fu il primo a ipotizzare l'uso di serre nelle navicelle spaziali per far crescere le piante. Nel 1911 pubblicò dei lavori nei quali propose di utilizzare parti della struttura stessa della navicella spaziale come ulteriore combustibile: la navicella sarebbe decollata come un normale aeroplano, e superati i limiti dell'atmosfera terrestre si sarebbero utilizzati come combustibile elementi strutturali non più necessari, quali le eliche e le ali. Nel 1921 presentò questa sua idea all'associazione degli inventori e nel 1924 questo lavoro venne pubblicato sulla rivista Technika i žizn' (tecnologia e vita).
Nel 1914 si laureò in ingegneria presso l'Università tecnica di Riga e nell'anno successivo si trasferì a Mosca. Il 20 gennaio 1924 Fridrich Cander nel corso di una riunione della sezione teorica della società degli appassionati di astronomia di Mosca presentò un suo lavoro su un'astronave interplanetaria, proponendo anche la creazione di una società dedicata allo studio delle comunicazioni interplanetarie in Unione Sovietica. Tre mesi dopo, nell'aprile 1924, 25 studenti dell'Accademia militare Žukovskij, tra i quali lo stesso Cander, formarono la società per lo studio delle comunicazioni interplanetarie (Общество изучения межпланетных сообщений), decidendo all'unanimità di assegnare la guida scientifica della società a Konstantin Ciolkovskij.
Nel 1929 iniziò a lavorare sul suo primo motore a reazione, chiamato OR-1, alimentato ad aria compressa e benzina, che costruì e testò. Nel biennio 1930-1931 Cander insegnò all'Istituto di Aviazione di Mosca. Nel 1931 conobbe Sergej Korolëv, un progettista di alianti ventiquattrenne, assieme al quale partecipò alla fondazione del Gruppo per lo studio del moto reattivo (GIRD, Группа изучения реактивного движения), tra i primi centri statali per lo sviluppo di razzi in Unione Sovietica. Cander divenne il coordinatore della prima brigata del GIRD, che si occupava dei sistemi di propulsione. Il primo progetto GIRD divenne il motore a reazione OR-1 di Cander, il quale usò questo motore per studiare gli effetti energetici di combustibili ibridi caratterizzati da polveri metalliche combinate alla benzina, con la camera di combustione che veniva raffreddata da un flusso d'aria che entrava dall'ugello di coda. Assieme a Korolëv lavorò sul progetto GIRD 02, realizzando il motore a reazione OR-2 per l'aliante con motore a reazione RP-1 progettato da Korolëv. L'OR-2 bruciava una miscela di ossigeno gassoso e benzina, aveva l'ugello realizzato con grafite termoresistente e produceva una spinta di 490 N. Cander prese poi parte alla progettazione e realizzazione di un razzo a combustibile liquido, il GIRD-X, che venne testato per la prima volta nel marzo 1933. Il 25 novembre 1933 il GIRD-X divenne il primo razzo sovietico a propellente liquido ad essere lanciato, ma Fridrich Cander non poté assistere allo storico lancio perché il 28 marzo 1933 morì improvvisamente di tifo nella città di Kislovodsk. Subito dopo la sua morte la guida della prima brigata del GIRD passò a Leonid Konstantinovič Korneev.

## Onorificenze

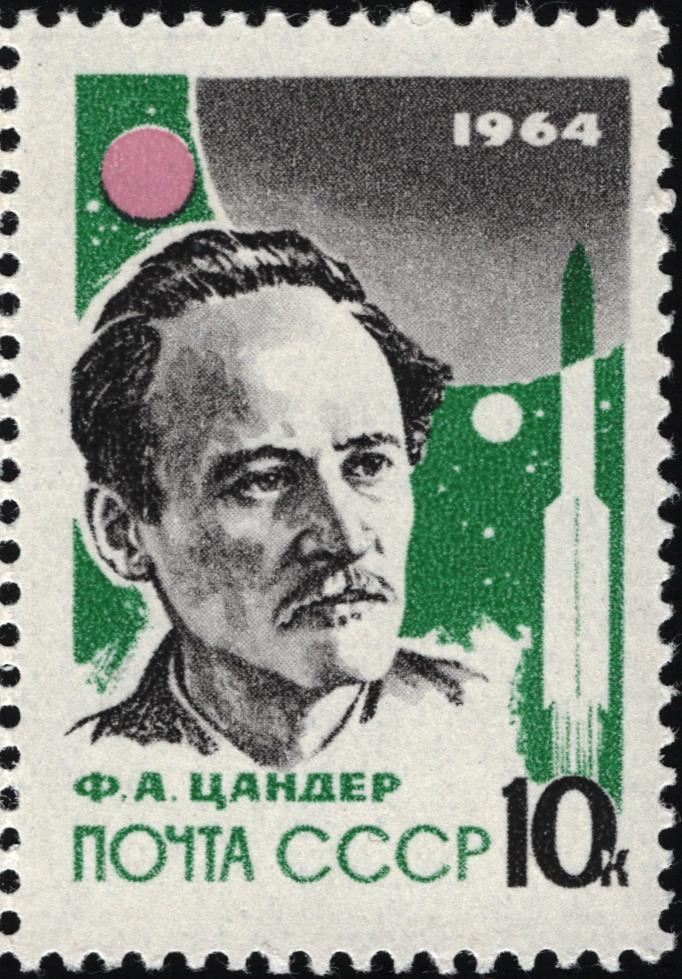
Francobollo commemorativo sovietico del 1964 che ritrae Fridrich Cander.

- Sono stati emessi in suo onore alcuni francobolli dall'Unione Sovietica prima e da Russia e Lettonia dopo.
- Gli è stato intitolato un cratere lunare, Tsander[6].
- Gli è stato intitolato un asteroide della fascia principale, 332530 Canders attraverso l'endonimo in lettone, Fridrihs Canders[7].
- L'Accademia lettone delle Scienze assegna un premio per la fisica e la matematica in suo onore.
- L'Accademia russa delle scienze sin dal 1992 assegna il premio Cander per lavori teorici nel campo dei razzi e dell'aerospazio.